# Mogens Wieth
Mogens Wieth, född 16 september 1919 i Köpenhamn i Danmark, död 10 september 1962 i London i England,  var en dansk skådespelare. 
Wieth studerade vid Det kongelige Teaters elevskole 1937–1939. Efter studierna engagerades han vid Det Kongelige Teater 1939–1950 samt 1954–1955 och vid Det ny Teater 1955–1959. Han var verksam i London 1950–1954 och återvände dit 1962 för att medverka i Köpmannen i Venedig på The Old Vic's Theatre, men avled strax före premiären. 
Han var son till skådespelarna Carlo Wieth och Agnes Thorberg. Han gifte sig 1954 med skådespelaren Lily Weiding, med vilken han fick dottern Julie Wieth, även hon skådespelare. 

## Filmografi i urval
- 1941 – Gå med mig hem
- 1946 – Jag älskar dig, argbigga
- 1948 – Mens porten var lukket
- 1951 – Hoffmanns äventyr
- 1955 – Arthurs forbrytelse
- 1956 – Mannen som visste för mycket
- 1960 – De sista stegen